# Рагинский, Марк Юрьевич
Марк Юрьевич Рагинский (28 декабря 1903 — 13 мая 1991) — советский юрист. Доктор юридических наук, профессор. Заслуженный юрист РСФСР. Государственный советник юстиции 2-го класса.

## Биография
Учился в Гомельской трудовой школе, после окончания которой в 1920 году, учился на правовом отделении факультета общественных наук Ленинградского университета и в Ленинградском институте народного хозяйства, откуда на третьем курсе был отправлен на службу в органы прокуратуры Ленинграда, где проработал до 1932 года, пройдя путь от следователя до старшего помощника прокурора Ленинградской области. В 1932—1934 годах был старшим помощником прокурора Северо-Кавказского края, а затем был переведён в Москву в Прокуратуру СССР, где проработал вплоть до 1951 года в качестве следователя по важнейшим делам, заместителя начальника следственного отдела, исполняющего обязанности Главного прокурора железнодорожного и водного транспорта, начальника отдела Главной военной прокуратуры и помощника Генерального прокурора СССР для особых поручений.
Во время Великой Отечественной войны руководил оперативной группой по контролю за производством боеприпасов, был уполномоченным Государственного комитета обороны по пороховым заводам. В 1945—1946 годах являлся помощником главного обвинителя от СССР Р. А. Руденко на Нюрнбергском процессе. Участник подготовки судебных процессов над главными нацистскими и японскими военными преступниками.
Работал в конторе Главцветметсбыта в Москве.
С 1955 года — старший научный сотрудник Всесоюзного института юридических наук, с 1963 года — Всесоюзного института по изучению причин и разработке мер предупреждения преступности при Прокуратуре СССР.
Автор около 200 научных трудов.
Проживал в Доме на набережной в квартире № 352.
Урна с прахом захоронена в колумбарии на Донском кладбище.

## Семья
- жена — Ида Львовна (1904—1990), с которой они прожили 67 лет;
- сын — Дантон Маркович (род. 1925);
- дочь — Элла Марковна (род. 1929);
- дочь — Лариса Марковна (род. 1943).

## Награды
- Орден Ленина
- Орден Трудового Красного Знамени (29.08.1937 — в связи с 15-летием Прокуратуры СССР, …)
- Орден Красной Звезды
- Орден Знак Почёта

## Научные труды

### Монографии
- Рагинский М. Ю., Розенблит С. Я., Смирнов Л. Н. Бактериологическая война — преступное орудие империалистической агрессии: (Хабар. процесс япон. воен. преступников) / Акад. наук СССР. Ин-т права. — М.: Издательство Академии наук СССР, 1950. — 136 с.
- Рагинский М. Ю. Воспитательная роль советского суда: (По уголовным делам) / Всесоюз. ин-т юрид. наук. — М.: Госюриздат, 1959. — 152 с.
- Рагинский М. Ю., Савицкий М. Я. Организация работы и деятельность прокуратуры по борьбе с преступностью: Обзор юридической литературы 1963—1971 гг. — М.: Всесоюз. ин-т по изучению причин и разработке мер предупреждения преступности, 1973. — 299 с.
- Рагинский М. Ю. Демократические основы советского уголовного судопроизводства / Науч.-метод. совет по пропаганде знаний о государстве и праве при правл. всесоюз. о-ва «Знание». Всесоюз. ин-т по изучению причин и разраб. мер предупреждения преступности. Отд. систематизации и пропаганды сов. законодательства Прокуратуры Союза ССР. — М.: Знание, 1973. — 38 с.
- Добровольская Т. Н. Правосудие, арбитраж и прокурорский надзор в СССР. — М.: Знание, 1978. — 62 с. (Библиотечка «Новая конституция СССР»).
- Рагинский М. Ю. Милитаристы на скамье подсудимых: по материалам Токийского и Хабаровского процессов. / Отв. ред.: А. С. Савин; Предисл.: А. Н. Николаев. — М.: Юридическая литература, 1985. — 360 c.

### Статьи
- Рагинский М. Ю., Розенблит С. Я. Процесс главных японских военных преступников. // Советское государство и право. — 1948. — № 7 (июль). — С. 64-77.
- Рагинский М. Ю., Розенблит С. Я. Международный процесс главных японских военных преступников / Акад. наук СССР. Ин-т права. — М.; Л.: Издательство Академии наук СССР, 1950. — 264 с.
- Рагинский М. Ю., Розенблит С. Я. Хабаровский процесс над японскими военными преступниками. // Советское государство и право. — 1950. — № 3 (март). — С. 8-25.
- Рагинский М. Ю. Доказательства на Нюрнбергском процессе // Учёные записки Всесоюзного института юридических наук. — М.: Госюриздат, 1957. — Вып. 2 (6). — С. 176—227.

### Учебные пособия
- Рагинский М. Ю., Рябцев В. П., Трубин Н. С. Прокурорский надзор за соблюдением требований закона при учете и разрешении заявлений и сообщений о преступлениях: (Методическое пособие) / Под ред. зам. Ген. Прокурора СССР гос. советника юстиции I кл. С. И. Гусева. — М.: Всесоюз. ин-т по изучению причин и разработке мер предупреждения преступности, 1977. — 85 с.
- Добровольская Т. Н., Новиков С. Г., Рагинский М. Ю. Как устроены суд и прокуратура в СССР: Пособие для слушателей. — М.: Знание, 1978. — 96 с. — (Народный университет. Факультет правовых знаний).

### Составление и научная редакция
- Справочник по законодательству для судебно-прокурорских работников / Прокуратура СССР и М-во юстиции СССР ; Подгот. к печати: М. Ю. Рагинский, В. Г. Лебединский и Д. И. Орлов; Под общ. ред. Г. Н. Сафонова. — 2-е изд., доп. — М. : Гос. изд-во юрид. лит., 1949- . — 3 т.
- Индия (Республика). Законы и постановления. Уголовно-процессуальный кодекс Индии: (С изм. и доп. по состоянию на дек. 1955 г.). [Закон о доказательствах Индии 1872 года] : Пер. с англ. / Под ред. и с предисл. [с. 4-24] канд. юрид. наук М. Ю. Рагинского. — М.: Издательство иностранной литературы, 1959. — 656 с.
- СС в действии: Документы о преступлениях СС / Пер. с нем. А. Л. Лягушкина и В. В. Размерова ; Ред. и предисл. М. Ю. Рагинского. — М.: Издательство иностранной литературы, 1960. — 675 с.
- Новое уголовное законодательство РСФСР: Материалы Науч. сессии, посвящ. Закону о судоустройстве, Уголовному и Уголовно-процессуальному кодексам, принятым на Третьей сессии Верховного Совета РСФСР пятого созыва. [29-30 ноября 1960 г.] / Всесоюз. ин-т юрид. наук; Отв. ред. канд. юрид. наук М. Ю. Рагинский. — М.: Госюриздат, 1961. — 234 с.
- СС в действии: Документы о преступлениях СС / Пер. с нем. А. Ларионова и Р. Володина ; Под ред. и с предисл. [с. 5-24] М. Ю. Рагинского. — М.: Прогресс, 1968. — 624 с.
- СС в действии: Документы о преступлениях СС / [Предисл. д-ра Г. Теплица]; Пер. с нем. А. Ларионова и Р. Володина ; Под ред. и с предисл., [с. 5-25], М. Ю. Рагинского. — М.: Прогресс, 1969. — 624 с.
- Нюрнбергский процесс. Суд над нацистскими судьями: Сб. материалов / пер. с англ. В. И. Валицкой; под общ. ред. и со вступ. статьей Р. А. Руденко; сост. М. Ю. Рагинский. — М.: Юридическая литература, 1970. — 352 с.
- Нюрнбергский процесс : сборник материалов: в 8-ми томах. Т. 1 / сост. Рагинский М. Ю., Павлищев К. С. ; отв. ред., авт. предисл. А. М. Рекунков. — М.: Юридическая литература. 1987. — 688 с. ISBN 5-7260-0016-1
- Нюрнбергский процесс: сборник материалов: в 8-ми томах. Т. 2 / сост. М. Ю. Рагинский, К. С. Павлищев; науч. ред. Н. С. Лебедева, В. Д. Ежов. — М.: Юридическая литература, 1988. — 672 с. ISBN 5-7260-0144-3

## Воспоминания
- Рагинский М. Ю. Нюрнберг: перед судом истории. Воспоминания участника Нюрнбергского процесса. — М.: Политиздат, 1986. — 207 с.